# Green Arrow

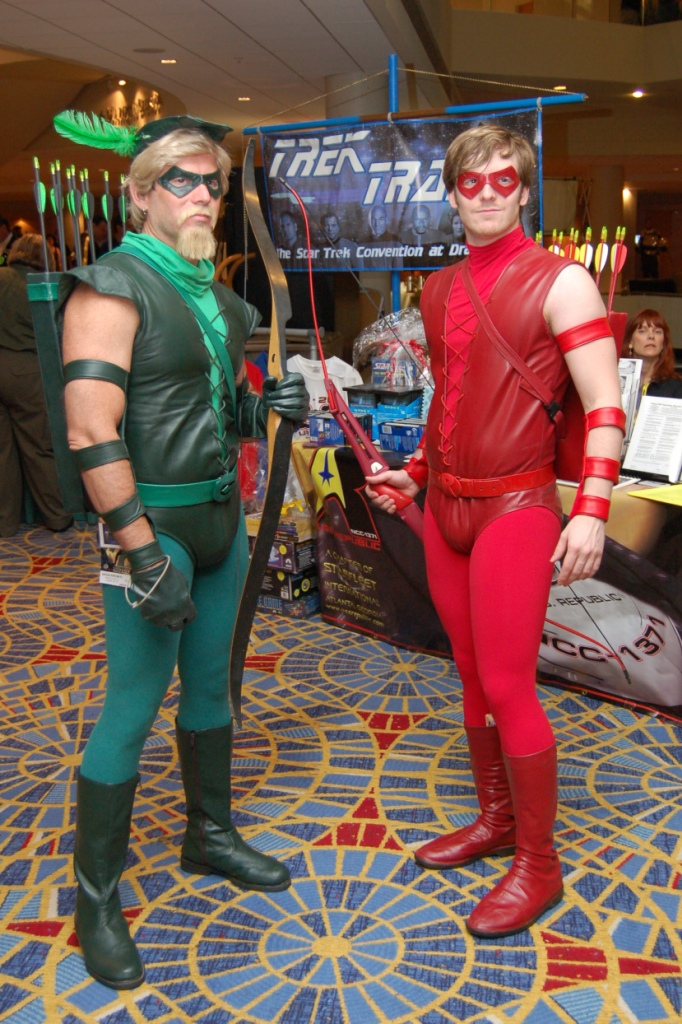
Fans im Green Arrow I- (links) und Red Arrow-Kostüm (rechts) beim Cosplay (2008)

Green Arrow (im deutschsprachigen Raum früher auch Grüner Pfeil) gehört zu den Superhelden aus dem DC-Universum. Erdacht wurde er von Autor Mort Weisinger und Zeichner George Papp. Den ersten Auftritt hatte Green Arrow 1941 in den USA zusammen mit seinem Partner Speedy (Roy Harper) in US-More Fun Comics #73. 
In Deutschland wurde die Serie in den 1980er-Jahren erst von Ehapa und später von Hethke herausgebracht. Gegenwärtig bietet Panini Comics von Green Arrow an. 

## Beschreibung
Green Arrow ist gekleidet wie Robin Hood und sieht es als sein Ziel, den Armen zu helfen. Seine Spezialität ist der Kampf mit Pfeil und Bogen. Als Mitglied der Gerechtigkeitsliga ist sein Einsatzgebiet das fiktive Star City. Ursprünglich war der Bogenschütze kaum mehr als eine positivere Version von Batman. Er hatte sogar ein Arrow-Auto, ein Arrow-Flugzeug und ein Arrow-Signal und ist wie Bruce Wayne ein Mensch ohne Superkräfte, der nur auf seine überragenden Fähigkeiten und technologische Hilfsmittel vertraut. Eine weitere Parallele zu Wayne stellt die Herkunft Green Arrows dar: Er wuchs unter dem Namen Oliver Queen als Sohn aus vermögendem Hause auf. Green Arrow hatte lange Zeit eine Beziehung mit Dinah Lance alias Black Canary und er hat zwei Söhne, den adoptierten Roy Harper (sein alter Begleiter Speedy) und den leiblichen Connor Hawke, der zwischenzeitlich in die Fußstapfen seines Vaters getreten war (Green Arrow II).
Im Laufe der Zeit wurde Green Arrow als liberale Stimme in der Gerechtigkeitsliga wichtiger und eigenständiger, und er hatte mittlerweile sein gesamtes Geld verloren. Insbesondere Autor Dennis O’Neil und Zeichner Neal Adams schufen einen Geschichtszyklus um Green Arrow und die Grüne Laterne (Green Lantern), in dem Oliver Queen als liberalster Superheld im DC-Universum positioniert wurde, der im strikten Gegensatz zur konservativeren Einstellung der Grünen Laterne agierte. Neal Adams war es auch, der Green Arrow sein charakteristisches gelbes Bärtchen verpasste. 
In Frank Millers Rückkehr des Dunklen Ritters hat Green Arrow nur noch seinen rechten Arm. In einem Gespräch zwischen Batman und Superman wird deutlich – wenn auch nicht explizit genannt – dass Oliver den Arm im Kampf gegen Superman verloren hat und im Anschluss an den Kampf verhaftet und weggesperrt wurde. Er benutzt stattdessen nun seine Zähne zum Abschießen der Pfeile.

## Die verschiedenen Arrows

### Green Arrow I
Der originale Green Arrow ist Oliver Queen. Er ist der Robin Hood des DC-Universums. Er benutzt einen normalen Bogen, seine Pfeile jedoch sind meist außergewöhnliche Trickpfeile, wie zum Beispiel ein Handschellenpfeil, ein Explosionspfeil, ein Bumerangpfeil und der bekannteste von allen, der Boxhandschuhpfeil. 
Er kam bei einem Flugzeugabsturz ums Leben, wurde aber von Hal Jordan wieder zurück ins Leben geholt.

### Green Arrow II
Der zweite Green Arrow ist Connor Hawke. Er ist der Sohn Oliver Queens und wuchs in einem Kloster unter Mönchen auf.

### Speedy I / Arsenal / Red Arrow I
Unter dieser Bezeichnung agiert in den Comics eine Zeit lang Roy Harper, der als Juniorpartner von Oliver Queen und später als Arsenal selbstständig war. 

### Red Arrow II
Emiko Queen ist die Halbschwester von Oliver Queen/Green Arrow, sie ist die uneheliche Tochter seines Vaters Robert Queen und der Assassine Shado.  Sie ist aktuell Red Arrow.

### Speedy II
Mia Dearden ist die zweite Juniorpartnerin von Oliver Queen.

## In anderen Medien
- Green Arrow (Oliver Queen) taucht sporadisch in der Zeichentrickserie Die Liga der Gerechten auf; die Serie ist eine Zeichentrickadaption der Gerechtigkeitsliga.
- Green Arrow bzw. Oliver Queen ist als Nebenfigur in der 6. Staffel der Fernsehserie Smallville zu sehen, wo er kurzfristig mit Lois Lane zusammen ist. Er kehrt in der 11. Folge der 7. Staffel zurück und gehört seit der 8. Staffel zur festen Besetzung. In der letzten Staffel heiratet er Chloe Sullivan. Die Figur wird von Justin Hartley dargestellt.
- Green Arrow (Oliver Queen) taucht als Nebenfigur in der englischen Zeichentrickserie Young Justice auf. Dort ist er der Ausbilder von Roy Harper aka. Arsenal, der sich später in Red Arrow umbenennt.
- Green Arrow ist die Titelfigur der Fernsehserie Arrow, die seit Oktober 2012 auf The CW ausgestrahlt wird. In der Serie spielt ihn Stephen Amell, Red Arrow wird von Willa Holland dargestellt, kurzzeitig auch von Colton Haynes dessen Figur erhält später jedoch den Namen Arsenal. Weiterhin taucht Green Arrow in den Spin-off-Serien The Flash, Legends of Tomorrow und Supergirl auf. Dieses Serienuniversum wird nach seiner Ursprungsserie das Arrowverse genannt.